# Том и Джери: Шпионска мисия
„Том и Джери: Шпионска мисия“ (на английски: Tom and Jerry: Spy Quest) е американски анимационен филм от 2015 година, продуциран от Warner Bros. Animation. Въпреки че филмът е предназначен за поредицата „Том и Джери“, това е кросоувър между Том и Джери и Джони Куест на Хана-Барбера и служи като директно продължение в оригиналния сериал от 1964 година.
Това и е първото вписване на Джони Куест, продуциран без замесването на Уилям Хана и Джоузеф Барбера, които починаха съответно през 2001 г. до 2006 г.
Първоначално е дигитално издаден на 9 юни 2015 г., после е издаден на DVD от 23 юни 2015 г.
В този филм участва Тим Матисън, който озвучава Джони Куест в едноименния сериал.

## Сюжет
Том и Джери почиват на плажа, докато Джони Куест, Хаджи и Бандит пристигат. Те се нуждаят от помощ, за да спрат армията на зли котки от кражбата на новото изобретение на д-р Бентън Куест за д-р Зин.

## Озвучаващ състав
| Изпълнител        | Роля |
| ----------------- | --- |
| Спайк Брандт      | Спайк Том (не е посочен в надписите) Джери (не е посочен в надписите) Тайк (не е посочен в надписите) Бандит (не е посочен в надписите) |
| Рийс Хартуиг      | Джони Куест |
| Арни Пантоджа     | Хаджи |
| Ерик Бауза        | д-р Бентън Куест |
| Майкъл Банкс      | Рейс Банън |
| Тиа Карере        | Джезебел Джейд |
| Джеймс Хонг       | Доктор Цин |
| Джо Аласки        | Друпи |
| Грег Елис         | Тин |
| Джес Харнел       | Пан |
| Ричард Макгонагъл | Али |
| Грей Делайл       | Карол |
| Тим Матисън       | Президентът |
| Фред Тарашор      | Рак (не е посочен в надписите) |

## Рецепция
Филмът получи смесени отзиви с много критици, наричайки го подобрение от предишните кросоувър филми.

## Последващ филм
„Том и Джери: Завръщане в Оз“ (Tom and Jerry: Back to Oz), продължението на „Том и Джери и Магьосникът от Оз“ (Tom and Jerry and the Wizard of Oz) излезе на 21 юни 2016 г.

## „Том и Джери: Шпионска мисия“ В България
В България филмът първоначално е излъчен по HBO на 14 май 2016 г. През 2019 г. се излъчва по Картун Нетуърк. На 12 март 2020 г. е излъчен и по bTV Comedy в 10:00 ч.
През 2022 г. е достъпен в стрийминг платформата „Ейч Би О Макс“.